# Leptocometes barbiscapus
Leptocometes barbiscapus är en skalbaggsart som först beskrevs av Bates 1872. Leptocometes barbiscapus ingår i släktet Leptocometes och familjen långhorningar.
Artens utbredningsområde är:
- Costa Rica.
- El Salvador.
- Guatemala.
- Honduras.
- Nicaragua.
- Panama.

Inga underarter finns listade i Catalogue of Life.